# Olof Thunberg
Fritz-Olof Thunberg (født 21. maj 1925, død 24. februar 2020) var en svensk skuespiller og instruktør. Blandt hans mest kendte roller er stemmen bag den svenske tegneseriefigur Bamse.

## Karriere
Thunberg stammede fra Västerås, hvor han var med til at etablere en teaterklub kaldet Scenklubben, hvortil også den senere skuespiller Lars Ekborg og digteren Bo Setterlind var knyttet. Thunberg rejste til Stockholm for at studere på Calle Flygarez dramaskole, og 1950-1952 på Dramatens elevskole. I slutningen af 1940’erne optrådte han meget i de svenske Folkeparken.
Efter afslutningen på elevskolen kom Thunberg til regionalscenen Östgötateatern, hvor han ud over at optræde på scenen også snart fungerede som instruktør. I løbet af 1950'erne blev han landskendt som vært på radioprogrammet Mannen i svart, hvor han med sin dybe stemme præsenterede en række skrækhistorier og overnaturlige beretninger med en baggrund af malende lydeffekter.
Olof Thunberg medvirkede desuden i lang række film, ofte i biroller, blandt andet i Ingmar Bergmans Lys i mørket (1963) i en rolle som organisten Fredrik. Han lagde også stemme til mange figurer rettet mod børn, heriblandt den svenske tegneseriefigur Bamse, Agaton Sax og Shere Khan i de svenske udgaver af Junglebogen (1967) og Junglebogen 2 (2003). Endvidere fungerede Thunberg som instruktør på et par tv-produktioner.

## Privatliv
Olof Thunberg var gift med en skolekammerat, Ingrid Johansson, 1950-1954. I en periode omkring 1960, boede han sammen med kollegaen Lena Granhagen, inden han fandt sammen med Mona Andersson. Med hende fik han to børn, Amanda og Svante Thunberg, og parret var gift 1978-1990. Sønnen Svante er også skuespiller og gift med operasangeren Malena Ernman; miljøaktivisten Greta Thunberg er datter af parret og dermed barnebarn af Olof Thunberg.
Olof Thunberg boede i en periode i Södermalm, derpå i over 50 år på Värmdö i den stockholmske skærgård, inden han i de sidste år af sit liv boede i Nacka.

## Udvalgt filmografi
- To kvinder (1947, ukrediteret)
- Barabbas (1953, ukrediteret)
- En tosset tvilling (1953)
- Vingeslag i natten (1953, ukrediteret)
- Drømmepigen (1953, ukrediteret)
- Vildfugle (1955)
- Frøken Chic (1959, ukrediteret)
- Dyden er ikke Dirchefri (1960)
- Lys i mørket (1963)
- Niklasons (tv-serie, 1965)
- Markurells i Wadköping (tv-serie, 1968-1969)
- Bamse (animeret tv-serie, 1972-1973)
- Bröderna Malm (tv-serie, 1972-1974)
- Agaton Sax och Byköpings gästabud (animationsfilm, 1976)
- Sverige åt svenskarna (1980)
- Min elskede - Amorosa (1986)
- Bamse i Trollskogen (animationsfilm, 1991)
- Storstad (tv-serie, 1991)
- Sunes jul (julekalender, 1991)
- Allis med is (tv-serie, 1993)
- Tre kronor (tv-serie, 1994-1995)
- Lilla Jönssonligan och cornflakeskuppen (1996)
- Monopol (1996)
- Lilla Jönssonligan på styva linan (1997)